# Pătură ignifugă

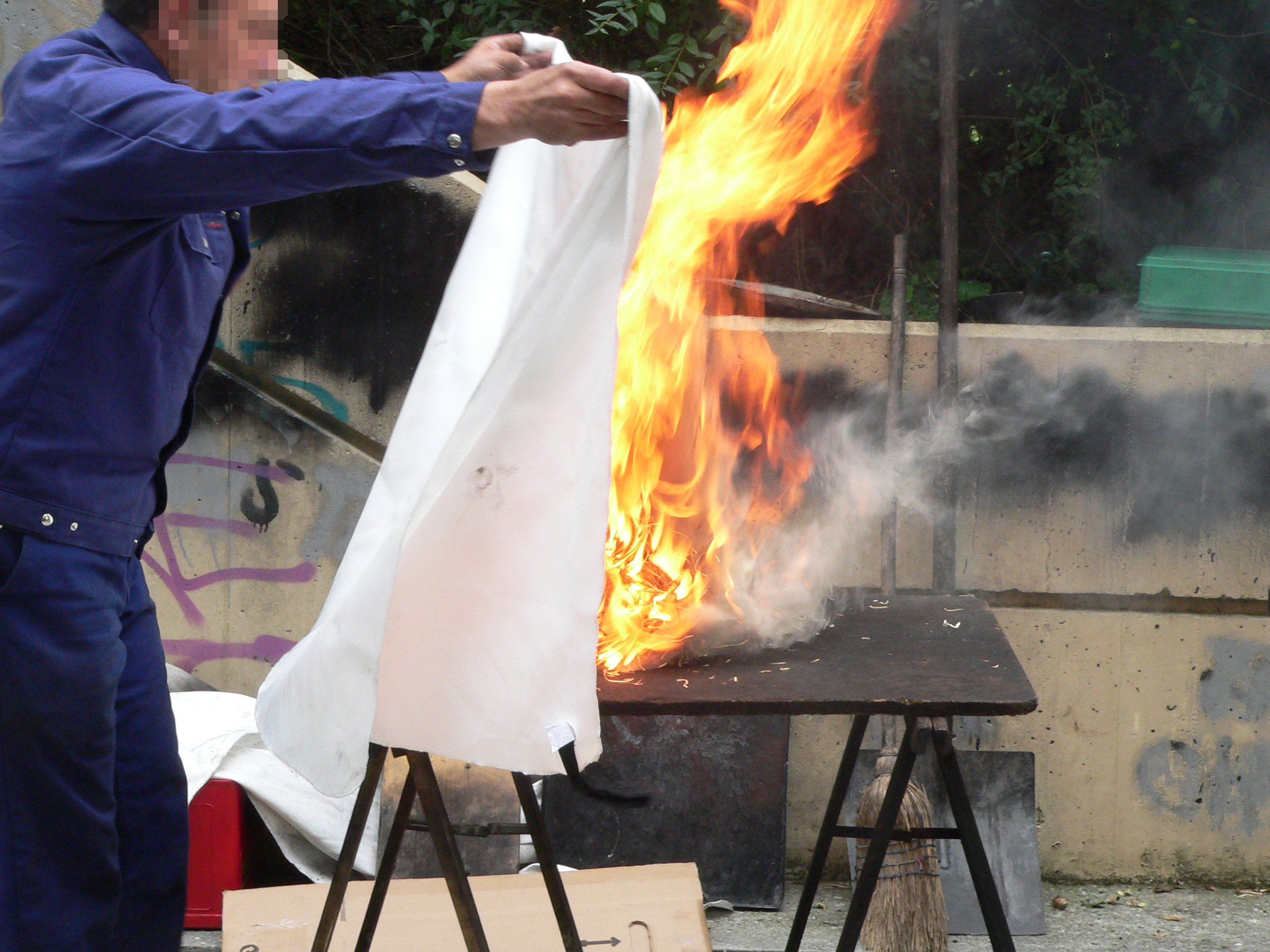
Pătură ignifugă

Pătura ignifugă sau pătura antifoc este o țesătură tratată prin împregnare cu substanțe antifoc și care servește la protejarea persoanelor în caz de incendiu sau pentru stingerea unor  incendii de mică intensitate prin înăbușire.
Este alcătuită dintr-o foaie de material ignifug.
Păturile ignifuge mici, cum ar fi cele folosite în bucătării și în jurul case, sunt de obicei din fibră de sticlă și uneori din kevlar și sunt pliate într-un dispozitiv de eliberare rapidă pentru păstrare mai ușoară.
Paturile ignifuge, împreună cu stingătoarele de incendiu, sunt elemente de siguranță împotriva incendiilor care pot fi utile în caz de izbucnire a unui incendiu. Aceste pături neinflamabile sunt de mare ajutor  la temperaturi de până la 900 de grade și sunt utile în stingerea incendiilor prin faptul că nu permit pătrunderea oxigenului spre foc. Datorită simplității sale, o pătură ignifugă poate fi mai utilă pentru cineva care nu are experiență în utilizarea stingătoarelor de incendiu.
Păturile ignifuge mai mari, utilizate în situații din laborator și industrie, sunt adesea realizate din lână (uneori tratate cu un lichid ignifug). Aceste pături sunt poziționate, de obicei, într-un container vertical cu eliberare rapidă, astfel încât acestea să poată fi trase cu ușurință și înfășurate în jurul unei persoane a cărei haine au luat foc.

## Pericole

### Azbest în pături vechi
Unele pături ignifuge mai vechi au fost fabricate din fibre de azbest țesute și nu sunt clasificate la NFPA. Acest lucru poate constitui un pericol în timpul uzării echipamentelor vechi. 

### Stingerea incendiului provocat de uleiuri
După o investigație inițială în 2013 și mai târziu în 2014, Autoritatea pentru Siguranța Produselor Alimentare și a Consumatorilor din Olanda a emis o declarație conform căreia păturile ignifuge nu ar trebui folosite niciodată pentru a stinge un incendiu de ulei / grăsime pe aragaz, precum ar fi focul dintr-o tigaie pentru prăjit, chiar dacă pictogramele sau textele de pe pătură indică că ea poate fi utilizată într-un astfel de caz. 

Acestea includ pături ignifuge care au fost testate în conformitate cu BS EN 1869.  În anchetă, din cele 22 de pături ignifuge testate, 16 din ele au luat foc. În celelalte 6, focul a fost reaprins când pătura a fost îndepărtată după 17 minute.
Fundația olandeză Fire Burn a raportat   mai multe accidente care implică utilizarea păturilor ignifuge atunci când au stins un incendiu de ulei / grăsime

## Operațiune
Pentru ca un foc să ardă, toate cele trei elemente ale triunghiului de foc trebuie să fie prezente: căldură, combustibil și oxigen. Pătura ignifugă este utilizată pentru a întrerupe alimentarea cu oxigen a focului, scoțându-l astfel în afară. Pătura ignifugă trebuie sigilată îndeaproape pe o suprafață solidă în jurul focului. Păturile ignifuge, de obicei, au două capete de tragere vizibile din afara ambalajului.
Utilizatorul ar trebui să poziționeze câte o mână pe fiecare etichetă și să tragă în jos simultan, scoțând pătura din geantă. Aceste etichete sunt lângă partea superioară a păturii ignifuge, care permite marginei superioare a păturii ignifuge să se desfacă peste mâinile utilizatorilor, protejându-i de foc și de arsurile directe.

## Întreținere
Asociația Industriei de Foc (AIF) , publică un "Cod de practică pentru punerea în funcțiune și întreținerea păturilor ignifuge fabricate conform BS EN 1869" 

### Întreținerea anuală de către furnizor de servicii
Codul de practică al AIF recomandă, că persoana responsabiă să se asigure că aceste pături ignifuge sunt supuse unei întrețineri anuale de către un furnizor de servicii competent.

### Durata de viață a serviciului pentru păturile de foc
Se recomandă, de asemenea, să se ia în considerare înlocuirea păturilor ignifuge după șapte ani de la data punerii în funcțiune (sau altfel, după cum prevede producătorul păturii ignifuge).